# Phlegra touba
Phlegra touba är en spindelart som beskrevs av Logunov, Azarkina 2006. Phlegra touba ingår i släktet Phlegra och familjen hoppspindlar. Inga underarter finns listade i Catalogue of Life.